# Red (Dizzy Man's Band)
Red is een single van Dizzy Man's Band. Het is een cover van het lied Red (typering van gemeen) van Sammy Hagar en zijn muziekproducent John S. Carter. Red zou een stempel drukken op groot deel van Hagars muzikale loopbaan. Het album waarop het werd uitgebracht Sammy Hagar werd destijds ook wel aangeduid als The red album. De zanger zelf kreeg als bijnaam The red rocker.
De B-kant Pierrot is een eigen compositie van de band en dan van Herman Smak en Klaas Versteeg.
De single verscheen op zowel een zwarte als rode vinylsingle. Bette Midler zong een cover van Red.

## Hitnotering
De single werd geen grote hit.

### Nederlandse Top 40
| Positie: | 36 | 30 | 31 | 34 | uit |

### NederlandseMega Top 50
| Positie: | 46 | 32 | 41 | 44 | 36 | uit |